# FV104 Samaritan
Az FV104 Samaritan a Brit Szárazföldi Erők páncélozott mentőszolgálati járműve, a CVR (Combat Vehicle Reconnaissance, Harci Felderítő Jármű) család tagja. A járműben 6 sebesült személy szállítható.
A jármű teste megegyezik a FV101 Scorpion harckocsival.

## Kapcsolódó oldalak
- FV104 Samaritan at Army-Guide.com